# Kozlikovo
 Kozlikovo  falu Horvátországban Zágráb megyében. Közigazgatásilag Klinča Selához tartozik.

## Fekvése
Zágráb központjától 23 km-re délnyugatra, községközpontjától 3 km-re északnyugatra a Plešivica-hegység délkeleti lejtőin fekszik.

## Története
Története során az okicsi uradalomhoz és plébániához tartozott és ehhez a plébániához tartozik ma is. A falunak 1857-ben 56, 1910-ben 115 lakosa volt. Trianon előtt Zágráb vármegye Jaskai járásához tartozott. 2001-ben a falunak 119  lakosa volt.

## Lakosság
| Lakosság változása | Lakosság változása | Lakosság változása | Lakosság változása | Lakosság változása | Lakosság változása | Lakosság változása | Lakosság változása | Lakosság változása | Lakosság változása | Lakosság változása | Lakosság változása | Lakosság változása | Lakosság változása | Lakosság változása |
| ------------------ | ------------------ | ------------------ | ------------------ | ------------------ | ------------------ | ------------------ | ------------------ | ------------------ | ------------------ | ------------------ | ------------------ | ------------------ | ------------------ | ------------------ |
| 1857               | 1869               | 1880               | 1890               | 1900               | 1910               | 1921               | 1931               | 1948               | 1953               | 1961               | 1971               | 1981               | 1991               | 2001               |
| 56                 | 73                 | 77                 | 97                 | 111                | 115                | 121                | 128                | 129                | 121                | 105                | 106                | 91                 | 104                | 119                |

## Külső hivatkozások
- Klinča Sela község hivatalos oldala
- Az okicsi Szűz Mária plébánia honlapja